# Esaias Boursse

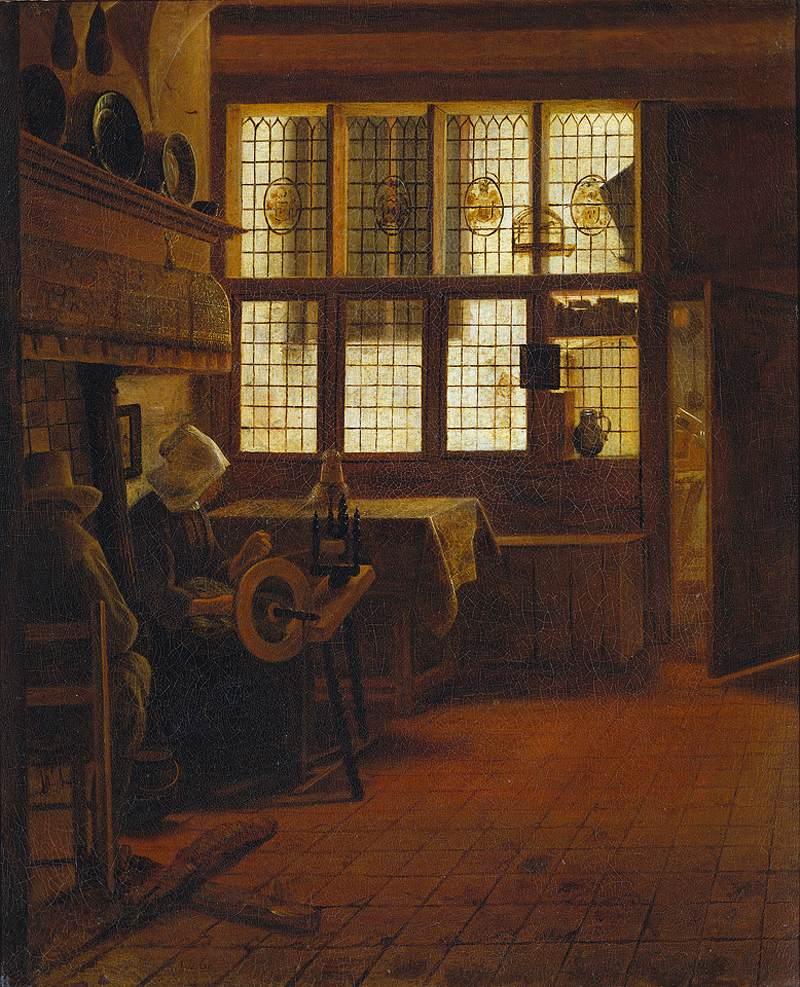
Esaias Boursse, Kobieta przy kołowrotku, 1661

Esaias Boursse (ur. 3 marca 1631 w Amsterdamie, zm. 16 listopada 1672 na pokładzie statku Reenen) - holenderski malarz, marynarz.
Mało znany artysta, który nie mogąc utrzymać się z uprawiania sztuki zmuszony był do poszukiwania alternatywnego źródła dochodu. Z racji wykonywanego zawodu dużo podróżował, przebywał m.in. w Indiach, na Cejlonie i we Włoszech. Zginął w czasie katastrofy na pokładzie statku należącego do Holenderskiej Kompanii Wschodnioindyjskiej.
Twórczość Esaiasa Boursse znana jest z ok. 28 zachowanych obrazów, których większość znajduje się w kolekcjach prywatnych. Wśród jego prac dominują sceny rodzajowe odznaczające się prostotą kompozycji i przedstawiające sceny domowe. Stylistycznie przypominają dzieła Pietera de Hoocha, Quirijna van Brekelenkama i Cornelisa de Man`a.